# Pałac w Radocinach
Pałac w Radocinach – wybudowany w XVI w. w Kowarach-Radocinach.

## Położenie
Pałac położony jest w Kowarach – mieście w województwie dolnośląskim, w powiecie karkonoskim, na pograniczu Karkonoszy, Rudaw Janowickich i Kotliny Jeleniogórskiej w Sudetach Zachodnich.

## Historia
Zbudowany ok. 1570 jako rezydencja rycerska. W 1861 został przebudowany w stylu pseudogotyckim. W latach 60. XX w. utworzono w nim ośrodek wypoczynkowy Instytutu Badań Jądrowych.

## Opis
Zespół pałacowy Nowy Dwór, obecnie dom wypoczynkowy. Obiekt jest częścią zespołu pałacowego, w skład którego wchodzi park z pięknymi okazami dębów, świerków, lip, wiązów i egzotycznych choin.